# Manaquí unicolor
La manaquí unicolor (Chloropipo unicolor) és un ocell de la família dels píprids (Pipridae).

## Hàbitat i distribució
Habita la selva pluvial de les muntanyes de l'est de l'Equador i nord i cente del Perú.